# Léa Nanni
Léa Nanni, connue aussi sous le nom de Lea Nichols, est une actrice italienne de cinéma.

## Filmographie
- 1965 : Altissima pressione, d'Enzo Trapani : Daniela
- 1967 : Œil pour œil, dent pour dent (Occhio per occhio, dente per dente), de Miguel Iglesias : Mary Sheldon
- 1967 : Marinai in coperta (it), de Bruno Corbucci : Carla
- 1968 : Prie et creuse ta tombe (Prega Dio... e scavati la fossa!), d'Edoardo Mulargia : Asuncion
- 1968 : El Sancho, c'est le temps de mourir (Sangue chiama sangue), de Luigi Capuano : Michaela / Maryanne
- 1968 : La Limite du péché (Quarta parete), d'Adriano Bolzoni
- 1969 : Z comme Zorro (Zorro il dominatore), de José Luis Merino : Manuela
- 1969 : Juliette de Sade (Mademoiselle de Sade e i suoi vizi), de Warren Kiefer : Toni
- 1969 : Curé de père en fils (it) (Puro siccome un Angelo papà mi fece monaco... di Monza), de Giovanni Grimaldi
- 1970 : Désespérément l'été dernier (Disperatamente l'estate scorsa), de Silvio Amadio
- 1970 : La Salamandre du désert (La salamandra del deserto), de Riccardo Freda : Dina[1]
- 1971 : Una sposa per Mao (it), d'Albino Principe : Franca
- 1971 : Les Aveux les plus doux, d'Édouard Molinaro : Elsa
- 1971 : El Zorro de Monterrey (Zorro, la maschera della vendetta), de José Luis Merino
- 1971 : La Croisière de la terreur (Ore di terrore), de Guido Leoni
- 1971 : Le Long Jour de la violence (Il lungo giorno della violenza), de Giuseppe Maria Scotese : Maruja